# Big Mama
Big Mama er et dansk bluesrock-orkester, der blev dannet i 1977 og opløst i 1983. Gruppen har siden opløsningen dog spillet adskillige koncerter og har siden 2009 været søgt gendannet mere permanent.
Gruppen havde gennem sin levetid forskellig besætning men bestod oprindeligt af Børge Biceps Jensen på vokal og guitar, Henrik Walther (piano/vokal), Allan Iversson (bas) og Michael Hansen (trommer). I 1978 blev Iversson erstattet af Jens Rugsted og Paul Banks indgik i gruppen, men begge forlod kort efter bandet igen, og i stedet indgik René Evald (guitar), Bill Hazen (bas), Jørgen Lang (mundharpe) og Henrik Schaltz (trommer). Bill Hazen blev i 1981 erstattet af Niller Wischmann og Frank Lauridsen (keyboards) kom også med.
Med denne konstellation udgav bandet to albums på pladeselskabet Sonet:
- Big Mama (1981)
- Gul Feber (1983)

De fik stor succes som liveband og spillede mere end 100 koncerter om året i Danmark på mange forskellige spillesteder og festivaler. De var ligeledes et efterspurgt koncertnavn i Norge og turnerede lejlighedsvist i Sverige og Tyskland.
I 1984 ophørte samarbejdet, men orkesteret blev gendannet ved forskellige lejligheder med forskellige konstellationer, men med René Evald som gennemgående figur og ofte med Michael Friis eller Knut Henriksen på bas.
I 2009 blev gruppen forsøgt gendannet på mere permanent basis med en besætning bestående af Børge Biceps (g), Michael Rasmussen (g), Niller Wischmann (bas), Henrik Schaltz (tr) og Kjeld Lauritzen (keyb).
Historien er i følge gruppens leder og grundlægger Børge Biceps (som har registreret navnet BIG MAMA) denne:
Det hele startede ’77 med at jeg fik et tilbud fra Pianist og sanger Henrik Walther og Trommeslager, dansk-amerikaneren, Michael Hansen. Projektet hed “House Of Blue Lights” og stilen var blues og R’n’R. Efter skiftende forsøg med bassister kom Allan Iverssøn ind i billedet. Allan spillede med Ricardos Jazzmen. Han foreslog at vi prøvede at få en fod indenfor på Jazzklubberne og syntes at vi kunne bruge en solist mere.
Han tog kontakt til Paul Banks og truppen var fuldtallig og optrådte nu som BIG MAMA.
Ricardos spillede fast på De Tre Musketerer og her fik vi vores debut. De var ikke så glade for elektriske instrumenter derinde, så Paul og jeg banede vejen ved på skift at sidde ind med Ricardos og siden fik vi et par tirsdage I løbet af de måneder vi optrådte derinde.
Paul havde planer om at finde sine rødder i USA. Før han tog afsted havde han set en annonce i musikmagasinet MM hvor Buffalo søgte en sanger og den lagde jeg billet ind på i 1979.
Jeg kørte med Buffalo et par år før vi lagde op I 1980 og jeg rekrutterede René Evald og Henrik Schaltz på henholdsvis Guitar og Trommer. Senere var Jørgen Lang med på Mundharpe.
På en jam i Vognporten hyrede vi bassisten Niller Wischamnn som fast medlem. Indtil da havde vi på skift haft Bill Hazen, Knuth Henriksen, Bent Malinowsky og Jens Rugsted m.fl. som løst tilknyttede.
I 1984 stoppede jeg samarbejdet med dette hold og jeg afholdt I årene efter et par mindre turnéer med skiftende besætninger. I 2010 bestod holdet af Lars Kraup på Guitar, Henrik Schaltz på Trommer, Kjeld Lauridsen på Orgel og Niller Wischmann på Bas. Vi nåede at lave et album ”Working For The Man”.
Samarbejdet stoppede i 2013 da bandet blev en platform for en anden form for formidling end den musikalske.
| Musikgruppe | Spire Denne artikel om en dansk musikgruppe er en spire som bør udbygges. Du er velkommen til at hjælpe Wikipedia ved at udvide den. |